# Селвидж, Лестер
Ле́стер Ревелл «Лес» Се́лвидж (англ. Lester Revell "Les" Selvage; 7 марта 1943 года, Сент-Луис, штат Миссури, США — 15 июня 1991 года, Сент-Луис, штат Миссури, США) — американский профессиональный баскетболист, выступал в Американской баскетбольной ассоциации, отыграв два неполных из девяти сезонов её существования.

## Ранние годы
Лестер Селвидж родился 7 марта 1943 года в городе Сент-Луис (штат Миссури), где посещал среднюю школу Бомонт, в которой выступал за местную баскетбольную команду.